# Saint-Gor
Saint-Gor – miejscowość i gmina we Francji, w regionie Nowa Akwitania, w departamencie Landy.
Według danych na rok 1990 gminę zamieszkiwało 241 osób, a gęstość zaludnienia wynosiła 4 osób/km² (wśród 2290 gmin Akwitanii Saint-Gor plasuje się na 937. miejscu pod względem liczby ludności, natomiast pod względem powierzchni na miejscu 93.).